# Пасть волка
«Пасть волка» (итал. La bocca del lupo) — биографическая художественная драма и документальный фильм автора сценария и режиссёра Пьетро Марчелло. Премьера картины состоялась в ноябре 2009 года на кинофестивале в Турине.
Фильм снят по одноимённому роману Гаспаре Инвреа (писавшего под псевдонимом Ремиджо Дзено), написанному в стиле веризма в 1892 году.

## Сюжет
Действие фильма происходит в Италии. В центре сюжета картины мужчина средних лет по имени Винченцо Мотта (также известный как Энзо), который отбывает длительный тюремный срок в Генуе. Энзо влюбляется в трансгендерную женщину по имени Мэри Монако, которая обещает дождаться его освобождения. У пары есть мечта: приобрести дом в сельской местности, возможно с верандой, сидеть в окружении своих собак, смотреть на горизонт и ждать старости. Мэри находит такой дом, где они с Энзо, как она планирует, будут жить долго и счастливо. Но женщина становится зависимой от героина.

## В ролях
| Актёр          | Роль             |
| -------------- | ---------------- |
| Мэри Монако    | Мэри             |
| Винченцо Мотта | Энзо             |
| Анна Масса     | играет саму себя |

## Награды
Фильм был удостоен следующих наград:
- 2009 — Международный фестиваль молодого кино в Турине, приз «ФИПРЕССИ» в номинации «Лучший фильм»
- 2010 — Берлинский кинофестиваль, «премия Тедди» в номинации «лучший документальный фильм»
- 2010 — Премия «Серебряная лента» Итальянского национального профсоюза киножурналистов в категории «Лучший документальный фильм»
- 2010 — Международный фестиваль независимого кино в Буэнос-Айресе, награда «SIGNIS Award» и «Специальный приз жюри»